# Dušan Jarjabek
Dušan Jarjabek (* 4. března 1953 Bratislava, Československo) je slovenský hudební pedagog, zpěvák, operní pěvec (baryton), operetní zpěvák, politik a poslanec Národní rady Slovenské republiky.

## Životopis
V roce 1976 absolvoval Hudební fakultu VŠMU ve třídě profesorky Anny Hrušovské. V letech 1977-1978 absolvoval roční studijní pobyt v Teatro del Parco v Palermu. Od roku 1980 do roku 1991 byl sólistou Zpěvoherního souboru Nové scény v Bratislavě. Sólistou Opery SND se stal od roku 1985. Od 1988 vyučoval zpěv na Divadelní fakultě VŠMU v Bratislavě. V letech 1996-1998 byl ředitelem Nové scény v Bratislavě. Mezi lety 2002-2003 vyučoval zpěv na Fakultě dramatických umění Akademie umění v Banské Bystrici.
Dušan Jarjabek byl zvolen poslancem Národní rady Slovenské republiky ve volebním období 2002–2006 za HZDS. V roce 2003 byla strana přejmenována na ĽS-HZDS. Dušan Jarjabek v květnu 2005 z ĽS-HZDS vystoupil a v parlamentu poté vstoupil do poslaneckého klubu strany SMER - sociálna demokracia. Je členem výboru Národní rady SR pro vzdělání, vědu, sport a mládež, kulturu a média.

## Účinkování
Koncerty a hostování - sólově a se souborem Nové scény na celém území Slovenska.
Zahraniční turné - sólově a se souborem Nové scény v Rakousku, Švýcarsku, Německu, Itálii, České republice, Kanadě, Austrálii a v Rusku.
Spolupracuje se Slovenským rozhlasem a Slovenskou televizí.

## Diskografie
- 1999 Opereta, moja láska - RB, Rádio Bratislava
- 2001 Čo sa mi môže stať - Slovak Radio Records